# Lucius de Tongres
Lucius de Tongres est un auteur médiéval. Il semble avoir été reconnu au XIIe ou au début du XIIIe siècle, comme historien-chroniqueur de Tongres et de la Belgique. On sait peu de choses de lui, et uniquement parce qu'elles ont été rapportées par d'autres, via quelques fragments de ses œuvres.

## Éléments de biographie
On suppose que Lucius a vécu au XIIe ou au début du XIIIe siècle. Les arguments en faveur de cette datation sont que :
1. plusieurs auteurs du XIIIe siècle le citent comme antérieur à eux ;
2. les chroniques de Tongres sont écrites en prose française, prose qui ne semble pas avoir été utilisée par les chroniqueurs médiévaux avant le XIIème ;
3. Lucius évoque le blason en véritable roi d'armes comme d'une science dont les principes étaient à son époque déjà arrêtés[1].

Antonius Sanderus (Antoon Sanders), dans sa Bibliothèque des manuscrits de la Belgique (Bibliotheca belgica manuscripta, écrit au XVe siècle, en 1643 plus précisément) mentionne un exemplaire de l' Histoire des Belges de Lucius de Tongres, conservée in-folio, dans le cabinet de Jean Le Comte, chevalier et seigneur de Jandrain, secrétaire des conseils d'État et privé  On ignore d'ailleurs si ce manuscrit était intégral ou même s'il contenait plus que les fragments cités par Jacques de Guyse (qui considérait cependant Lucius de Tongres comme l'une des autorités en matière de chronique antique des Belges et de la Belgique, comme il considérait Hugues de Toul, Nicolas Rucler et Clairembaud qu'il a également étudié et cité).

## Écrits
Ses écrits originaux ont été perdus, sans doute lors des incendies d'archives et de bibliothèques survenus durant les nombreuses guerres qui se sont succédé en Belgique.
Il est l'un des auteurs (notamment repris par Jacques de Guyse), qui font remonter la fondation du peuple belge à un groupe de Troyens ayant émigré en Belgique.
J. de Guise cite de lui des fragments de son sixième chapitre des Histoires (capitule VI historiarum suarum, où il parle de la fondation d'une ville nommée Belgis (Bavay selon de Guyse) par le prince Bavo, originaire de Phrygie et cousin de Priam. Cet épisode fut considéré par de nombreux auteurs comme une pure fable, qui aurait par exemple pu être copiée par Lucius au XIIIe siècle (dans un roman latin du XIIe siècle ?), mais d'autres lui ont accordé un certain crédit, dont Agricol-Joseph Fortia d'Urban, historien qui s'est beaucoup intéressé aux origines de la Gaule, avec la Société des antiquaires de France dont il faisait partie.